# Ignacio Fica
Vladimir Ignacio Fica Espinoza (7 de septiembre de 1988) es un ingeniero civil y político chileno. Se desempeñó como gobernador de la provincia de Biobío, designado por el presidente Sebastián Piñera entre 27 de julio de 2018 y el 14 de julio de 2021. Destacando por ser el gobernador —en ejercicio— más joven de su país. Fue candidato a consejero regional durante las elecciones para el periodo 2018-2020, donde obtuvo un 4.3% de los votos válidamente emitidos.
El 8 de enero de 2024 oficializó su postulación a la alcaldía de Los Ángeles.

## Familia y estudios
Nació en 1988, en Los Ángeles. Es el mayor de dos hermanos y padre de dos hijos —Agustín, Martina y Renata— con quienes vive en la capital provincial de Biobío. Su padre es Vladimir Fica Toledo, quien fue alcalde de la comuna de Laja, electo por un 48% de los votos en las elecciones municipales de 2016 y que contó con la participación activa de Ignacio como jefe de campaña.[cita requerida]
Estudió ingeniería civil en la Universidad del Bío-Bío, de donde se graduó el año 2016. Su pasado laboral está estrechamente asociada a las obras civiles del área hidráulica y sanitarias sin especificar.

## Carrera política
Asumió el cargo de director en la Dirección de Obras Hidráulicas (DOH) por Biobío el 14 de mayo de 2018, donde se desempeñó en las dos áreas que le apasionaban, el servicio público y la ingeniería, sin embargo, pocos meses más tarde recibió el llamado presidencial para ocupar el lugar que hasta ese entonces tenía María Teresa Browne como gobernadora.[cita requerida]

### Incendios forestales de Nacimiento
Durante el verano de 2019 como gobernador, Fica tuvo que acudir hasta la comuna de Nacimiento por los incendios forestales que arrasaron con más de 2800 hectáreas y cientos de familias afectadas directa e indirectamente. Este hecho fue catastrado como uno de los siniestros más grandes registrados durante esa temporada en Chile.